# Église San Sebastiano de Panicale
L'église San Sebastiano (en italien, Chiesa di san Sebastiano) est un édifice religieux situé à Panicale, dans la province de Pérouse, en Italie. L'édifice situé près des remparts de la ville abrite la fresque Le Martyre de saint Sébastien, peinte par le Pérugin, peintre ombrien de la Renaissance.

## Histoire
Construite au XVe sièclepar la communauté du Castello di Panicale, elle servait, vers le milieu du siècle, à héberger les personnes touchées par la peste, déjà endémique au XVe siècle,. 
Sur l'architrave du portail, on peut encore lire l'inscription « ECC[LESI]A S[ANC]TI SEBAST[IAN]I C[AST]RI PANICALIS ». Cette inscription informait les visiteurs que l'église appartenait au château de Panicale et qu'elle était dédiée au saint invoqué contre la peste,.
Au début du XVIIe siècle, elle fut vendue aux Jésuites, puis rachetée par l'Ordre des Vierges Maries afin d'y construire un bâtiment destiné à l'éducation des jeunes filles,.

## Extérieur
L'édifice religieux est un bâtiment en briques, avec une façade carrée recouverte de plâtre,.

## Intérieur
L'intérieur, précédé d'un portique dont il reste deux arches, était couvert d'une toiture à deux versants, avec des fermes de bois apparentes ; il fut ensuite modifié pour prendre sa forme actuelle en 1623. L'église était décorée de chapiteaux, de corniches, de deux autels et de deux stalles de chœur.
L'église présente un intérêt artistique, car elle abrite la fresque du Martyre de saint Sébastien, peinte par le Pérugin, peintre ombrien de la Renaissance.

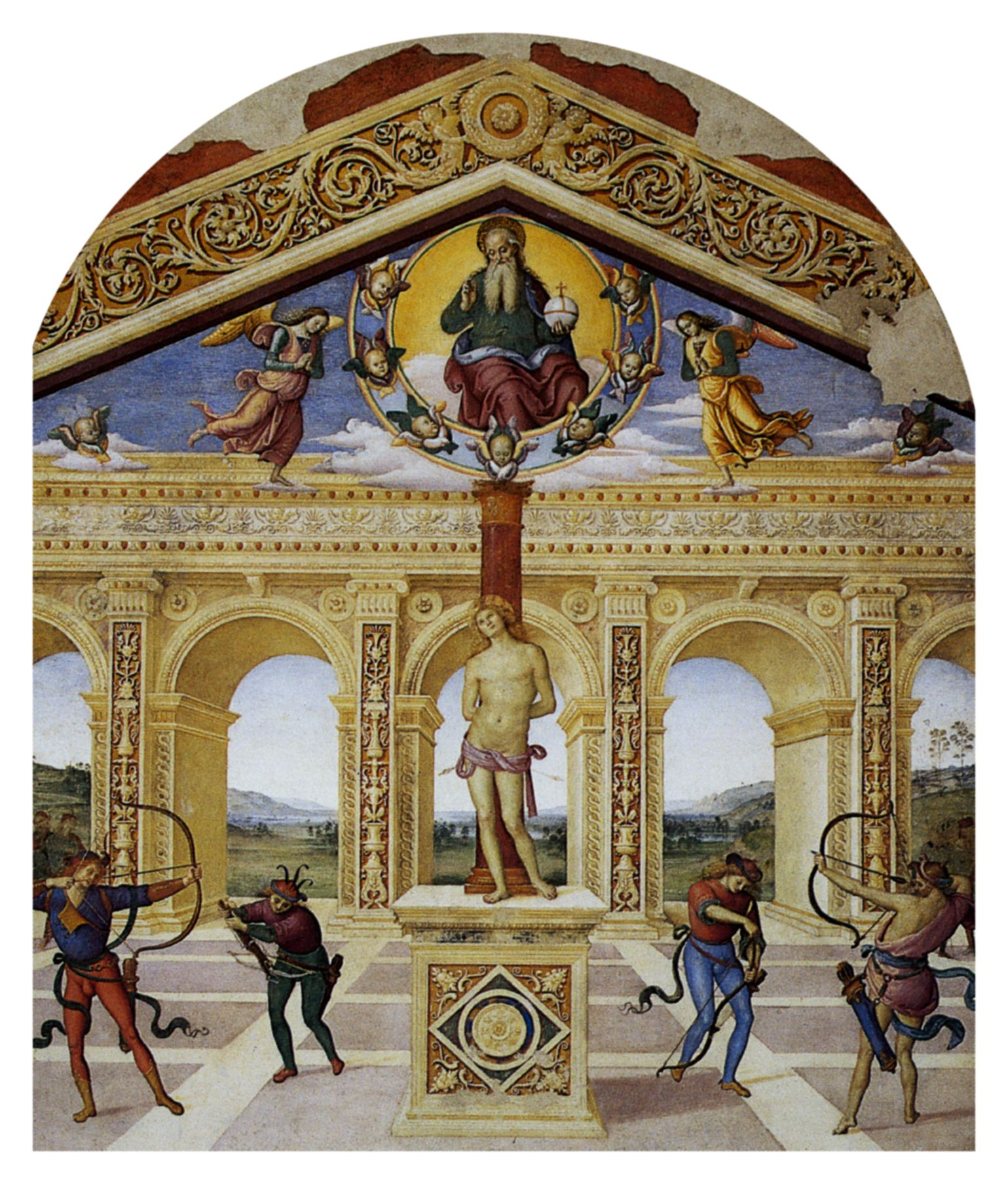
Le Martyre de saint Sébastien, Le Pérugin (1505).

L'église abrite la fresque « Vierge aux anges musiciens »  dépourvue de signature, attribuée à Raphaël,.
Au-dessus d'un autel latéral, se trouve une toile avec la Madonna delle Grazie, attribuée à Antonio Circignani.